# Museo de Erzurum
El Museo de Erzurum (en turco Erzurum Müzesi) es uno de los museos de Turquía. Está ubicado en la ciudad de Erzurum, situada en la provincia de su mismo nombre.
Este museo se creó en 1944 y su sede inicial fue la madrasa Yakutiye. Se trasladó a otros edificios en 1947 y en 1968. El último fue demolido por ser un edificio no resistente a los terremotos. Por este motivo, y por la necesidad de modernizarlo y dotarlo de un mayor espacio para la conservación del material arqueológico, en 2018 se inició la construcción de un nuevo edificio para el museo cerca del lugar conocido como «las tres tumbas», que se inauguró en 2023.

## Colecciones
En un sector del museo se exponen fósiles de mamut y moluscos. La sección arqueológica está ordenada cronológicamente y abarca todos los periodos históricos a partir del Calcolítico. De la Edad del Bronce antiguo se exhiben objetos pertenecientes a la cultura Karaz. También están bien representados en el museo la cultura transcaucásica y el periodo urartiano. Otros dos objetos especialmente destacables son una escultura funeraria de piedra del periodo kipchak y un tug de oro y plata decorado con dos cabezas de dragón enfrentadas, que se estima que perteneció al sultán Alp Arslan.
|                                     |
| Algunos objetos de la cultura Karaz |

|                                         |
| Recipiente de la cultura transcaucásica |

|                                             |
| Inscripción del periodo del reino de Urartu |